# Reina Roffé
Reina Roffé (Buenos Aires, 4 de noviembre de 1951) es una escritora argentina. 

## Biografía
Nació el 4 de noviembre de 1951 en Buenos Aires. Su inicio como escritora se remonta a la adolescencia, cuando todavía cursaba estudios medios. En aquella época, además de sentirse atraída por los libros y la lectura, dedicaba sus ratos libres a practicar ejercicios narrativos que se fueron convirtiendo en cuentos o relatos. Poco después, estimulada por algunos logros, comenzó la redacción de su primera novela que escribió en apenas unos meses con la urgencia propia de los 17 años. 
Estudió Periodismo en el Instituto Superior Mariano Moreno y Literatura en la Facultad de Filosofía y Letras de Buenos Aires. Mientras finalizaba sus estudios de periodismo, comenzó a realizar colaboraciones en diarios y revistas de la capital argentina. Publicó artículos y entrevistas a escritores en los diarios Clarín y La Opinión, y en el semanario Siete días, y también cuentos en revistas como La bella gente. Durante la primera mitad de la década del ’70 desarrolló una intensa actividad. Fue jefa de prensa en Editorial Planeta Argentina, prologó libros para Ediciones Corregidor y desempeñó el cargo de Secretaria de Redacción de la revista de Letras y Artes Latinoamericana, donde apareció por primera vez la compilación testimonial que realizó sobre la vida y la obra del escritor mexicano Juan Rulfo que, más tarde, en 1973, se publicaría en forma de libro con el título Juan Rulfo, Autobiografía armada.
En 1976, poco tiempo después de instaurada la Dictadura militar en la Argentina, se publicó su segunda novela, signados por viajes en busca de aires menos viciados y peligrosos para la vida y la creación. En 1981 obtuvo la beca Fulbright para escritores otorgada por la Fundación Fulbright y formó parte del International Writing Program de la Universidad de Iowa. Vivió en Estados Unidos entre 1981 y 1984. Durante el semestre que estuvo becada en Iowa, realizó lecturas, participó en paneles y dio charlas sobre literatura rioplatense. Luego, vinculada a Ediciones del Norte, con sede en Nuevo Hampshire, colaboró en la preparación de varios proyectos editoriales. Realizó para la citada editorial dos reportajes en video-tape que pertenecen a una serie de diálogos con escritores latinoamericanos: El memorioso, entrevista con Jorge Luis Borges, Nueva York, 1982, y Del ‘kitsch’ a Lacan, entrevista con Manuel Puig, Nueva York, 1983.
En 1984, una vez restaurada la democracia, regresó a la Argentina. Ingresó en la redacción de La Razón para trabajar en el nuevo Suplemento Cultural de este diario; escribió artículos para el Suplemento de la mujer del diario Tiempo Argentino, publicó entrevistas y cuentos en la revista Crisis y también integró el comité asesor de la editorial Per Abbat que, desde 1985 hasta 1987, dio a conocer una colección de narrativa de autores argentinos. También coordinó los Talleres de Lectura y Escritura de la Biblioteca Alfonsina Storni de la Municipalidad de Buenos Aires. 
En 1987 viajó a Europa invitada por el Centro de Estudios Latinoamericanos de la Universidad Católica de Eichstätt para participar en el congreso “Literatura argentina hoy: de la dictadura a la democracia”. El viaje se extendió a varias ciudades: Múnich, Zúrich, Roma, Barcelona y Madrid. En esta última, le ofrecieron coordinar Talleres de Producción Literaria auspiciados por la librería Biblos. En el mes de mayo de 1988 se trasladó a España. En el transcurso de los primeros años, coordinó talleres de lectura y escritura y colaboró con artículos de actualidad en las revistas Marie Claire y Cambio 16, y con artículos sobre literatura en la revista Quimera.
Paralelamente, fue corresponsal en Madrid de la revista argentina Puro cuento desde 1988 hasta 1992 y publicó artículos en los suplementos de cultura de los diarios Página 12 y Clarín.
Desde 1997 ha sido colaboradora habitual de la revista Cuadernos Hispanoamericanos, y es firma invitada de la sección “Rinconete” del Centro Virtual Cervantes. Asimismo, ha colaborado en otros medios académicos, como Insula y Revista de Occidente y en diarios españoles como La Razón, ABC y El Mundo, y los diarios argentinos ya mencionados. También ha coordinado para la revista Cuadernos Hispanoamericanos un dossier sobre Silvina Ocampo (Madrid, N.º 622, abril de 2002), otro sobre Manuel Puig (Madrid, N.º 634, abril de 2003) y un tercero, Erotismo femenino en la literatura hispanoamericana (Madrid, N.º 659, mayo de 2005). Y ha prologado la edición de la novela de Juan Rulfo, Pedro Páramo, para la colección Austral de Narrativa, Editorial Planeta, Madrid, 2007.

## Becas y premios
- “Premio Pondal Ríos al mejor libro de autor joven” por Llamado al Puf. Premio Bienal otorgado por la Fundación Odol de Buenos Aires, 1975
- “Premio Bienal Internacional de Novela Breve para obras en castellano” por La rompiente otorgado por la Municipalidad de Córdoba, Argentina, 1986.
- “Beca Fulbright para escritores”, International Writing Program de la Universidad de Iowa, EE. UU., 1981.
- “Beca Antorchas de Literatura”, Fundación Antorchas, Buenos Aires, 1993.

## Obra

### Novelas
- Llamado al Puf. Editorial Pleamar, Buenos Aires, Argentina, 1973.
- Monte de Venus. Ediciones Corregidor, Buenos Aires, Argentina, 1976.
- La rompiente. Editorial Puntosur, Buenos Aires, Argentina, 1987. Otras ediciones:

Editorial Universidad Veracruzana, Xalapa, México, 1988.
Editorial Cuarto Propio, Santiago, Chile, 1999.
Alción Editora, Córdoba, Argentina, 2005.
- El cielo dividido. Editorial Sudamericana, Buenos Aires, Argentina,1996.
- El otro amor de Federico. Lorca en Buenos Aires. Plaza & Janés, Buenos Aires, 2009.
- Lorca en Buenos Aires. Fórcola, Madrid, 2016.

### Cuentos
- Aves exóticas. Cinco cuentos con mujeres raras. Editorial Leviatán, Buenos Aires, Argentina, 2004.

### Ensayos
- Juan Rulfo: Autobiografía Armada, biografía. Ediciones Corregidor, Buenos Aires, 1973.

Editorial Montesinos, Barcelona, España, 1992 (edición revisada).
- Espejo de Escritores, edición de entrevistas a autores latinoamericanos. Ediciones del Norte, New Hampshire, Estados Unidos, 1984.
- Conversaciones americanas, entrevistas a autores/as latinoamericanos/as. Editorial Páginas de Espuma, Madrid, España, 2001.
- Juan Rulfo. Las mañas del zorro, biografía. Editorial Espasa Calpe, Madrid, España, 2003.

### Cuentos, relatos y ensayos en traducción
- “Apokalypse Arlt. Das Vermächtnis” (“Apocalipsis Artl. El legado”), ensayo. En: Moderne in den Metropolen. Roberto Arlt und Alfred Döblin (Internationales Symposium, Buenos Aires-Berlín, 2004), editado por Marily Martínez de Richter, Königshausen & Neumann, Würzburg, Alemania, 2007.
- ”Exotic Birds” (“Aves exóticas”), cuento. En: The House of Memory. Stories by Jewish Women Writers of Latin America, antología. Editado por Marjorie Agosín, The Feminist Press, Nueva York, Estados Unidos, 1999.
- “Exotische Vögel” (“Aves exóticas”), cuento. Revista Xicóatl, Salzburgo, Austria, año VIII /número 43, 1999.
- “Zugvogel” (“Ave de paso”), cuento. Revista Xicóatl, Salzburgo, Austria, año V/número 23/1996.
- “Eine Stadt in Grau und Beige” (“Una ciudad gris y beige”), relato. En: Erkundungen. 21 Erzähler vom Río de la Plata, antología. Editado por la Casa de las Culturas del Mundo de Berlín, Verlag Volk und Berlín, Alemania, 1993.
- “Flut” (“Alta marea”), relato. En: Fallen die Perlen vom Mond?, antología. Editado por Mempo Giardinelli y Wolfgang Eitel, Editorial Piper, Múnich, Alemania, 1991.
- “Revelations” (“Revelaciones”), relato. En: Revista Present Tense, New York, Estados Unidos, Spring 1985.
- “High Tide” (“Alta marea”), relato. En: Writing from the World, antología seleccionada por The International Writing Program 1977-1983. The Iowa Review, Iowa, Estados Unidos, volumen 14/número 2/1984.
- “Let’s Hear What He Has To Say” (“Oigamos lo que tiene que decir”), cuento. en: The Web. Stories by Argentine Women, antología. Editado por H. Ernest Lewald, Three Continents Press, Washington D. C., Estados Unidos, 1983.
- "Uccelli rari ed esotici. Cinque racconti di donne straordinarie" (Aves Exóticas. Cinco cuentos con mujeres raras), Alberobello, Italia, Poiesis Editrice 2010.
- "L'onda che si infrange" (La Rompiente), Alberobello, Italia, Poiesis Editrice 2010.